# Щефан Рааб
Щефан Конрад Рааб (на немски: Stefan Konrad Raab) е немски артист, комик, музикант и бивш телевизионен водещ.

## Биография
Щефан Рааб е роден на 20 октомври 1966 г. в Кьолн. Израснва в Кьолн със сестра си и родителите си, които притежавали месарски магазин. Посещава йезуитския интернат „Aloisiuskolleg“ в Бон. Преди да влезе в развлекателния бизнес, работи като месар в магазина на родителите си и учи право, преди да се откаже от университета след пет семестъра.
Рааб започва телевизионната си кариера като домакин на комедийното шоу Vivasion през 1993 г. Той става известен през 1994 г., след като композира хитовия сингъл за националния треньор по футбол Берти Фогтс. От 1999 г. до 2015 г. е домакин на телевизионното предаване за комедийно предаване за късно през нощта, а също така е създава редица други телевизионни предавания, като „Schlag den Raab“ и „Bundesvision Song Contest“. В началото на 2010 г. Рааб се счита за „най-могъщият човек в немската развлекателна телевизия“.
Рааб е известен и с повтарящата се роля на продуцент, писател и изпълнител на участия в Германия на песенния конкурс „Евровизия“, започващ през 1998 г. Той е инициатор на националното шоу за предварителен подбор „Unser Star für Oslo“ („Наша звезда за Осло“), за победното участие на Германия на конкурса през 2010 г. в Осло.
Рааб живее в предградие на Кьолн и има две дъщери (родени 2004 и 2006 г.) с приятелката си Нике.
Кариера
Първите години в развлекателния бизнес (1990-1998)
Рааб става независим продуцент на рекламните джинджисти през 1990 г.; Той създава джангъли и петна за сутрешното списание ARD, в разговора се разказва Bärbel Schäfer и Верона Велт, както и за пастата за зъби Blend-a-med. Той продуцира и музика за гражданите Ларс Дитрих, Ди Prinzen и оркестъра на радиото на RIAS. Рааб има собствена музикална издателска къща, музикален издател на Roof Groove Stefan Raab, който управлява правата на музикалните му произведения. Името на първото студио, разположено в мансардата, е разположено в мансардата. Издава се под музикален етикет RARE (= Рааб Рекърдс). Първият албум на Рааб, The Best of Schäng и Gäng Vol, е издаден през 1990 г. 3, който е съзвезден от jazz trumpeter Till Brönner, последван от албума Get Ready (Get Ready) през 1993 година.
През ноември 1993 г. Рааб предлага самата програма за вива, създадена от Jingles. След кастинг, той получава умереността на шоуто Vivasion, което той модерира от декември 1993 до декември 1998. Той също е домакин на ма'к'н месечно през 1995 и 1996. Рааб е открит от режисьора Маркъс Уолтър, който по-късно разработва телевизионното шоу общо. През 1994 Рааб изпя рап песен за тогавашния немски треньор Берти Войтс на телевизионното си предаване Vivasion по време на отразяването на Световната купа. Скоро след това, Стефан Рааб и те издават Белоптьоптен на тази песен под заглавието Бьорти Бьорти Вогтс. Титлата достига номер четири в германските класации през юли 1994. През 1995 Рааб записва обложката на песента Ein Bett im Kornfeld заедно с гражданите На Лар Дитрих и Юрген Дрюс. Тази версия достигна номер 27 на германския еднократен хит парад.

През март 1996 Рааб получава Златен запис за песента "Идва мишката", която е издадена за 25-годишнината на детското телевизионно шоу "Шоуто с мишката". Песента се разрасна до номер две в немските класации. С Ехо 1997 той получава наградата като най-добър национален продуцент на годината за своя албум Schlimmer Finger. През същата година Рааб редовно организира двучасовата радио шоу Raabio, радио шоу с музика, за WDR/Eins Live. Рааб също записва епизоди на телефон-комедия, в които той се обажда и разтърсва хора под псевдонима "Професор Хаше". Под псевдонима "Алф Игел" - кима на Ралфи Сийгел - Рааб композира песента "Гилдо шапка" през пролетта на 1998 г.! за Гилдо Хорн, който завърши седми от 25 участници в конкурса Eurovision 1998. В германския едно-хит парад, песента достига номер четири. Компанията Raab TV, основана през 1998 г., е 50% дъщерно дружество на Brainpool TV GmbH от 1998 до 2008 г. От 31 декември 2008 г. Raab TV е изцяло притежавано дъщерно дружество на "Бренпул". Тя произвежда няколко развлекателни програми като elton.tv и Шлаг Звездна.